# Pål Mathiesen
Pål Mathiesen (* 14. srpna 1977) je norský heavy metalový zpěvák. Svou kariéeru začal v hudební skupině Vanaheim, kde působil po celou dobu její existence (tj. 1995 - 1999) jako bubeník. Je zakládajícím členem hudební skupiny Susperia, která vznikla roku 1998 a kde zpíval. V roce 2015 tuto skupinu opustil. Roku 2007 začal působit jako zpěvák v hudební skupině Chrome Division, v níž působí dodnes.

## Diskografie

### Vanaheim
- En Historie (1997)
- Helter og Kongers Fall (1998)

### Susperia
- Illusions of Evil (Demo, 2000)
- Predominance (Nuclear Blast, 2000)
- Vindication (Nuclear Blast, 2002)
- Unlimited (Tabu, 2004)
- Devil May Care (EP, Tabu, 2005)
- Cut From Stone (Tabu, 2007)
- Attitude (Candlelight Records, 2009)

### Chrome Division
- Third Round Knockout (Nuclear Blast, 2011)
- Infernal Rock Eternal (Nuclear Blast, 2014)